# Javier Chourraut
José Javier Chourraut Burguete (Lizoáin, Navarra, 3 de diciembre de 1935) es un político español. Fue alcalde de Pamplona en dos ocasiones, con dos formaciones políticas diferentes: entre 1987 y 1991, con Unión del Pueblo Navarro, y entre 1995 y 1999, con Convergencia de Demócratas de Navarra.

## Biografía
En 1979 fue uno de los fundadores de Unión del Pueblo Navarro. En 1987 tomó el relevo como alcalde de Pamplona de Julián Balduz Calvo (PSN-PSOE). En 1991, Unión del Pueblo Navarro, en plena lucha interna entre "históricos" (entre los que se encontraba Chourraut) y "renovadores" (facción encabezada entonces por Juan Cruz Alli Aranguren y Miguel Sanz Sesma), le arrebató la candidatura y puso en su lugar a Alfredo Jaime Irujo, que a la postre sería alcalde.
En 1995, y pese a anteriores discrepancias, acompañó a Juan Cruz Alli Aranguren en su escisión y creación de un nuevo partido, Convergencia de Demócratas de Navarra, encabezando la candidatura a la alcaldía de Pamplona y siendo de nuevo alcalde en el periodo 1995-1999 gracias al pacto tripartito entre CDN, PSN-PSOE, e Izquierda Unida de Navarra. CDN pasó entonces de 0 a 6 concejales, siendo la segunda fuerza política tras Unión del Pueblo Navarro, (9 concejales).

### Primera alcaldía (1987-1991)
En las elecciones de 1987, UPN empata a números de concejales con el PSN-PSOE a 7, pero los regionalistas obtuvieron solamente 150 votos más que los socialistas, lo que les hizo lista más votada.
En la sesión de investidura, el candidato regionalista Chourraut, solo consigue el apoyo de su grupo de UPN con los 7 votos, ya que ni siquiera le apoyó Alianza Popular ni Unión Demócrata Foral, ambos con un edil cada uno. Los demás votaron a su cabeza de lista. Al existir empate entre los dos partidos, UPN obtuvo la alcaldía.

### Segunda alcaldía (1995-1999)
En las elecciones de 1995, UPN con Santiago Cervera a la cabeza, obtuvo 10 concejales de los 27 que se compone el consistorio pamplonés. Chourraut ya en CDN obtuvo 6 ediles y segunda fuerza política en el ayuntamiento, por detrás el PSOE con 5 e IU y HB cada uno con 3.
Un pacto progresista para la ciudad, CDN, PSN-PSOE y la IUN-NEB se unieron y apoyaron la candidatura de Chourraut (CDN). Gracias al pacto tripartito CDN, PSN, IU, el ayuntamiento de Pamplona pudo estar gobernado por la mayoría absoluta, con un pacto que también se realizaría en el Gobierno de Navarra pero que tan solo duraría un escaso año.
En 1995, y pese a anteriores discrepancias, acompañó a Juan Cruz Alli Aranguren en su escisión y creación de un nuevo partido, Convergencia de Demócratas de Navarra, encabezando la candidatura a la alcaldía de Pamplona y siendo de nuevo alcalde en el periodo 1995-1999 gracias al Pacto Tripartito entre CDN, PSN-PSOE, e Izquierda Unida de Navarra. CDN pasó entonces de 0 a 6 concejales, siendo la segunda fuerza política tras Unión del Pueblo Navarro, (9 concejales).
En 1999, volvió a encabezar la lista de Convergencia de Demócratas de Navarra, pero únicamente obtuvo 3 concejales y Unión del Pueblo Navarro, con Yolanda Barcina Angulo como candidata, accedió a la alcaldía.
En mayo de 2002, dimitió como concejal y portavoz de Convergencia de Demócratas de Navarra y se retiró de la vida política. Fue el alcalde que se retiró con más edad (64 años), en 1999; y concejal más mayor de edad hasta el momento, (67 años) ya que se retiró a esa edad en 2002, siendo un histórico componente de la corporación municipal como Javier Ayesa, Julián Balduz e Iñaki Cabasés.
- Datos: Q3383341